# ولي أباد (مهر أباد)
ولي أباد (بالفارسية: ولی‌آباد) هي قرية و مستوطنة تقع في إيران في قسم مهر أباد الريفي.